# Jan den Rooijen
Jan den Rooijen (Waspik, 6 september 1946) is een Nederlands voormalig voetballer.
Den Rooijen speelde onder meer voor Willem II en MVV Maastricht.